# Europapokal der Pokalsieger (Handball) 1977/78
Der Europapokal der Pokalsieger 1977/78 war die dritte Austragung des Wettbewerbs für europäische Handball-Pokalsieger. Die 23 teilnehmenden Mannschaften qualifizierten sich in ihren Heimatländern über den nationalen Pokalwettbewerb für den von der Internationalen Handballföderation (IHF) organisierten Europapokal. Im Finale am 4. Mai 1978 setzte sich der VfL Gummersbach gegen den jugoslawischen Vertreter RK Železničar Niš mit 15:13 durch.

## Finalrunde

### Erste Runde
|                     | Gesamt |                       | Hinspiel | Rückspiel |
| ------------------- | ------ | --------------------- | -------- | --------- |
| Kirkby HC           | 23:63  | Aarhus KFUM           | 15:31    | 08:32     |
| FH Hafnarfjörður    | 50:38  | Kronohagens IF        | 29:13    | 21:25     |
| ZMC Amicitia Zürich | 41:28  | KV Sasja HC           | 23:12    | 18:16     |
| Volani Rovereto     | 37:46  | VIF G. Dimitrow Sofia | 18:22    | 19:24     |
| Hermes Den Haag     | 33:26  | HB Eschois Fola       | 18:13    | 15:13     |
| ASKÖ Linz           | 37:42  | TJ Strojárne Martin   | 15:19    | 22:23     |
| FC Porto            | 41:49  | Hapoel Petach Tikwa   | 21:24    | 20:25     |

Die übrigen Vereine (VfL Gummersbach, ASK Vorwärts Frankfurt (Oder), Volán Szeged, FC Barcelona, LUGI HF, ASPTT Metz, Stavanger IF, RK Železničar Niš und KS Anilana Łódź) zogen durch ein Freilos automatisch ins Achtelfinale ein.

### Achtelfinale
|                               | Gesamt |                       | Hinspiel | Rückspiel |
| ----------------------------- | ------ | --------------------- | -------- | --------- |
| VfL Gummersbach               | 52:37  | Aarhus KFUM           | 24:21    | 28:16     |
| ASK Vorwärts Frankfurt (Oder) | 54:34  | FH Hafnarfjörður      | 30:14    | 24:20     |
| Volán Szeged                  | 40:37  | FC Barcelona          | 27:22    | 13:15     |
| LUGI HF                       | 41:46  | VIF G. Dimitrow Sofia | 21:23    | 20:23     |
| Stavanger IF                  | 32:50  | ASPTT Metz            | 15:23    | 17:27     |
| Hermes Den Haag               | 31:36  | TJ Strojárne Martin   | 14:15    | 17:21     |
| Hapoel Petach Tikwa           | 29:55  | RK Železničar Niš     | 14:20    | 15:35     |
| KS Anilana Łódź               | 44:34  | ZMC Amicitia Zürich   | 26:17    | 18:17     |

### Viertelfinale
Das Hinspiel des deutsch-deutschen Duells gewann der ASK Vorwärts Frankfurt (Oder) am 21. Februar 1978 in heimischer Halle mit 17:13 (9:7). Das Rückspiel in der mit 13.000 Zuschauern ausverkauften Dortmunder Westfalenhalle gestaltete der VfL Gummersbach am 3. März 1978 mit 15:10 (8:6) siegreich und zog dadurch ins Halbfinale ein.
|                               | Gesamt |                   | Hinspiel | Rückspiel |
| ----------------------------- | ------ | ----------------- | -------- | --------- |
| ASK Vorwärts Frankfurt (Oder) | 27:28  | VfL Gummersbach   | 17:13    | 10:15     |
| Volán Szeged                  | 46:47  | KS Anilana Łódź   | 26:22    | 20:25     |
| VIF G. Dimitrow Sofia         | (a)    | ASPTT Metz        | 21:19    | 17:12     |
| TJ Strojárne Martin           | 36:43  | RK Železničar Niš | 19:13    | 17:30     |

### Halbfinale
|                   | Gesamt |                 | Hinspiel | Rückspiel |
| ----------------- | ------ | --------------- | -------- | --------- |
| VfL Gummersbach   | 41:35  | KS Anilana Łódź | 23:16    | 18:19     |
| RK Železničar Niš | 49:36  | ASPTT Metz      | 23:15    | 26:21     |

### Finale
Das Finale wurde am 4. Mai 1978 in der Dortmunder Westfalenhalle ausgetragen.
|                 | Ergebnis    |                   |
| --------------- | ----------- | ----------------- |
| VfL Gummersbach | 15:13 (4:6) | RK Železničar Niš |

Pokalsiegermannschaft des VfL Gummersbach
| VfL Gummersbach | - Tor: Valentin Markser, Rainer Schumacher - Feldspieler: Heiner Brand (3), Joachim Henkels, Klaus Schlagheck (1), Jochen Feldhoff, Dirk Rauin, Thomas Krokowski, Claus Fey (1), Klaus Westebbe (3), Erhard Wunderlich (1), Karl-Heinz Nolde (1), Wolfgang Pollmann, Joachim Deckarm (5/3) - Trainer: Zlatan Siric |

Für RK Železničar Niš spielten Zoran Živković, Časlav Grubić (7/2), Aleksandar Živković, Dragoslav Živković (3/1), Dragoslav Pavlović, Dobrica Grozdanović (1), Pajo Pavlović, Dušan Kostić, Svetozar Pešić, Miroljub Zdravković, Josif Petković (3), Ilija Temelkovski, Predrag Knežević und Branislav Ždraljević.